# A Transformers: Aligned continuity family szereplőinek listája
Ez a cikk Transformers: Prime; Transformers Mentő Botok; Transformers: Robots in Disguise és a Transformers: Mentő Bot Akadémia szereplőit sorolja fel.

## Autobotok
| Szereplő                              | Eredeti hang                                   | Magyar hang                                                                               | Leírás |
| Prime Csapat                          | Prime Csapat                                   | Prime Csapat                                                                              | Prime Csapat |
| ------------------------------------- | ---------------------------------------------- | ----------------------------------------------------------------------------------------- | --- |
| Optimus Prime                         | Peter Cullen                                   | Szélyes Imre                                                                              | Optimus Prime a nemes és lovagias vezetője Autobotoknak. Egy piros-kék nyerges vontatóvá tud átalakulni. Optimus régen Orion Pax nevű hivatalnok volt a Cybertron-on. Eredeti hangja: Peter Cullen. A harmadik évadban új alakja lesz, és egy felderítő dzsippé alakul át. Feláldozza magát a Cybertron újjászületésért. A Robots in Disguise-ban: egy küldetéssel a földre küldi Bumblebee-t. A Prime-ok segítségével újra elő lesz és visszatér a Földre. A Második évad után többször visszatér a földre. Starscream-et és Soundwave is legyőzte. A Mentő Botok-ban és a Mentő Bot Akadémiában többször megjelenik. |
| Optimus Prime                         | Hiro Diaz, Jake Tillman                        | Barbinek Péter Németh Gábor                                                               | Optimus Prime a nemes és lovagias vezetője Autobotoknak. Egy piros-kék nyerges vontatóvá tud átalakulni. Optimus régen Orion Pax nevű hivatalnok volt a Cybertron-on. Eredeti hangja: Peter Cullen. A harmadik évadban új alakja lesz, és egy felderítő dzsippé alakul át. Feláldozza magát a Cybertron újjászületésért. A Robots in Disguise-ban: egy küldetéssel a földre küldi Bumblebee-t. A Prime-ok segítségével újra elő lesz és visszatér a Földre. A Második évad után többször visszatér a földre. Starscream-et és Soundwave is legyőzte. A Mentő Botok-ban és a Mentő Bot Akadémiában többször megjelenik. |
| Orion Pax                             | Peter Cullen                                   | Szélyes Imre                                                                              | Optimus Prime korábbi személyisége, az Iacon-i archivum könyvtárosa. Megatronus egykori barátja. Miután Optimus álomba meriti Unicron-t, elveszti az emlékeit. Megatron kihasználja hogy dekódolja az Iacon adatbázist. |
| Bumblebee                             | Will Friedle                                   | Szokol Péter                                                                              | Egy fiatal autobot felderítő, aki egy fekete sárga sportkocsivá ("Urbana 500") tud átalakulni. Megatron Tiger Pax-en elfogta Bumblebeet és kitépte a hangképző szervét. Ezért ő csak csipogni tud. Rafael védelmezője, aki megérti Bumblebee csipogását. A harmadik évadban új fényezést kap, hogy ne fogják el az álcák. Bumblebee-t a 3. évadban Megatron lelövi, de Bee átmegy az Omega záron és feléled, ezek után Megatront Bee leszúrja Optimus Star Seber-ével. Ezután Bee újra tud beszélni, mert visszakapta a beszélő szervét. A Robots in Disguise-ban: Optimus egy küldetéssel a földre küldi. A Mentő Botok-ban és a Mentő Bot Akadémiában többször megjelenik. Bumblebee egyike volt annak a sok Autobotnak, amelyet az újtanács feketelistára helyezett, mivel Optimus Prime támogatója volt. |
| Bumblebee                             | Will Friedle                                   | TBA                                                                                       | Egy fiatal autobot felderítő, aki egy fekete sárga sportkocsivá ("Urbana 500") tud átalakulni. Megatron Tiger Pax-en elfogta Bumblebeet és kitépte a hangképző szervét. Ezért ő csak csipogni tud. Rafael védelmezője, aki megérti Bumblebee csipogását. A harmadik évadban új fényezést kap, hogy ne fogják el az álcák. Bumblebee-t a 3. évadban Megatron lelövi, de Bee átmegy az Omega záron és feléled, ezek után Megatront Bee leszúrja Optimus Star Seber-ével. Ezután Bee újra tud beszélni, mert visszakapta a beszélő szervét. A Robots in Disguise-ban: Optimus egy küldetéssel a földre küldi. A Mentő Botok-ban és a Mentő Bot Akadémiában többször megjelenik. Bumblebee egyike volt annak a sok Autobotnak, amelyet az újtanács feketelistára helyezett, mivel Optimus Prime támogatója volt. |
| Bumblebee                             | Jeremy Levy                                    | Moser Károly                                                                              | Egy fiatal autobot felderítő, aki egy fekete sárga sportkocsivá ("Urbana 500") tud átalakulni. Megatron Tiger Pax-en elfogta Bumblebeet és kitépte a hangképző szervét. Ezért ő csak csipogni tud. Rafael védelmezője, aki megérti Bumblebee csipogását. A harmadik évadban új fényezést kap, hogy ne fogják el az álcák. Bumblebee-t a 3. évadban Megatron lelövi, de Bee átmegy az Omega záron és feléled, ezek után Megatront Bee leszúrja Optimus Star Seber-ével. Ezután Bee újra tud beszélni, mert visszakapta a beszélő szervét. A Robots in Disguise-ban: Optimus egy küldetéssel a földre küldi. A Mentő Botok-ban és a Mentő Bot Akadémiában többször megjelenik. Bumblebee egyike volt annak a sok Autobotnak, amelyet az újtanács feketelistára helyezett, mivel Optimus Prime támogatója volt. |
| Ultra Bee                             | Will Friedle                                   | Szokol Péter                                                                              | Bumblebee, Strongarm, Sideswipe, Grimlock és Drift egyesült formája. |
| Ratchet                               | Jeffrey Combs                                  | Varga Gábor (Prime, 1-59. rész) Viczián Ottó (61-65. rész)                                | Autobot orvos, egy piros-fehér mentővé képes átalakulni. Eleinte nyugtalanítja az emberek jelenléte, de nemsokára megbarátkozik Jackkal, Mikoval és Rafaelel. Optimus sokszor szólítja "öreg barátomnak", mivel már a háború előtt is ismerték egymást. Később a Robots in Disguise-ban: kétszer visszatér a földre először hogy elkapja Clampdown-t, másodszor Optimus kérésére. A Mentő Bot Akadémiában is megjelenik. Ratchet egyike volt annak a sok Autobotnak, amelyet az újtanács feketelistára helyezett, mivel Optimus Prime támogatója volt. |
| Ratchet                               | Jeffrey Combs                                  | Potocsny Andor (RID, 38-39. rész) Bordás János (70-71. rész)                              | Autobot orvos, egy piros-fehér mentővé képes átalakulni. Eleinte nyugtalanítja az emberek jelenléte, de nemsokára megbarátkozik Jackkal, Mikoval és Rafaelel. Optimus sokszor szólítja "öreg barátomnak", mivel már a háború előtt is ismerték egymást. Később a Robots in Disguise-ban: kétszer visszatér a földre először hogy elkapja Clampdown-t, másodszor Optimus kérésére. A Mentő Bot Akadémiában is megjelenik. Ratchet egyike volt annak a sok Autobotnak, amelyet az újtanács feketelistára helyezett, mivel Optimus Prime támogatója volt. |
| Ratchet                               | Todd Perimutter                                | TBA                                                                                       | Autobot orvos, egy piros-fehér mentővé képes átalakulni. Eleinte nyugtalanítja az emberek jelenléte, de nemsokára megbarátkozik Jackkal, Mikoval és Rafaelel. Optimus sokszor szólítja "öreg barátomnak", mivel már a háború előtt is ismerték egymást. Később a Robots in Disguise-ban: kétszer visszatér a földre először hogy elkapja Clampdown-t, másodszor Optimus kérésére. A Mentő Bot Akadémiában is megjelenik. Ratchet egyike volt annak a sok Autobotnak, amelyet az újtanács feketelistára helyezett, mivel Optimus Prime támogatója volt. |
| Bulkhead                              | Kevin Michael Richardson                       | Sótonyi Gábor                                                                             | Egy autobot harcos, aki zöld kocsivá tud átalakulni. A háború előtt építőmunkás volt, de amint kitört csatlakozott a "Wreckers"-hez, ami egy autobot kommandós egység. Itt együtt harcolt Wheeljack-el, Seaspray-vel. Majd lemondott "Wreckers" jelvényéről és beállt Optimus vezetése alá. Bulkhead Miko Nakadai védelmezője. A Robots in Disguise-ban Optimus a földre hívta. Ratchet egyike volt annak a sok Autobotnak, amelyet az újtanács feketelistára helyezett, mivel Optimus Prime támogatója volt. |
| Arcee                                 | Sumalee Montano                                | Antal Olga                                                                                | Egy bátor női autobot, aki motorkerékpárrá alakul át. Jack gyámja, vele ismerkedik meg Jack anyja. Bár ő a legkisebb autobot, mégis nagyon erős. Arcee egyike volt annak a sok Autobotnak, amelyet az újtanács feketelistára helyezett, mivel Optimus Prime támogatója volt. |
| Wheeljack                             | James Horan                                    | Pál Tamás                                                                                 | Egy fehér, piros sportautóvá alakul át. Bulkhead legjobb barátja és a "Wreckers" tagja. Jack-Hammer nevű hajójával keres az űrben autobot menekülteket. Többször is visszajön a Földre a Prime csapathoz, de csak a harmadik évadban csatlakozik hozzájuk véglegesen. Wheeljack egyike volt annak a sok Autobotnak, amelyet az újtanács feketelistára helyezett, mivel Optimus Prime támogatója volt. |
| Smokescreen                           | Nolan North                                    | Hamvas Dániel                                                                             | Egy fiatal és tapasztalatlan autobot. A Prime csapathoz a második évadban csatlakozik, miután megtalálta az utat a Földre, az álca hadihajóról menekülve. A harmadik évad ötödik részében új színe lesz. Smokescreen egyike volt annak a sok Autobotnak, amelyet az újtanács feketelistára helyezett, mivel Optimus Prime támogatója volt. |
| Ultra Magnus                          | Michael Ironside                               | Barabás Kiss Zoltán                                                                       | A harmadik évadban jelenik meg. Szigorú és módszeres parancsnok, ragaszkodik a katonai protokollhoz. Kommandós osztagban szolgált. Ultra Magnus segítségével megtámadják az autobotok az álcákat. Egy piros-kék nyerges vontatóvá tud átalakulni. Ultra Magnus egyike volt annak a sok Autobotnak, amelyet az újtanács feketelistára helyezett, mivel Optimus Prime támogatója volt. |
| Knock Out                             | Daran Norris                                   | Lux Ádám                                                                                  | Az álcák orvosa, egy piros versenyautóvá tud átalakulni.Kicsit kényes, nem szereti ha megkarcolják a zománcát. A Predacons Rising végén átáll az autobotokhoz, csatlakozik a Prime csapathoz. Knockout egyike volt annak a sok Autobotnak, amelyet az újtanács feketelistára helyezett, mivel Optimus Prime támogatója volt. |
| Elhunyt autobotok                     |                                                |                                                                                           | |
| Cliffjumper                           | Dwayne Johnson (1. évad) Billy Brown (2. évad) | Szokol Péter                                                                              | Egy piros autóvá alakult át az 1. részben megöli Starscream. Arceeval beszélget rádión, Cliff talál egy halom energont, de az álcák is ott vannak. Az álcák rálőnek az energonra, Cliff felrobban, Starscream elé viszik az álcák, és Starscream megöli (később még lesz róla szó, mert Megatron rajta próbálja ki a Sötét Energont). |
| Tailgate                              | Josh Keaton                                    | Vári Attila                                                                               | Arcee társa. Airachnid ölte meg, mikor elfogták Arcee-val. |
| Bee Csapat                            |                                                |                                                                                           | |
| Strongarm                             | Constance Zimmer                               | Pap Katalin                                                                               | Kadét, rendmániás, szabálykövető, versengő. Ultra-Bee Jobb-karja. Stronarm egyike volt annak a sok Autobotnak, amelyet az újtanács feketelistára helyezett, mivel Optimus Prime támogatója volt. |
| Sideswipe                             | Darren Criss                                   | Horváth Illés                                                                             | Egy Versengő, idegtépő autobot. Ultra-Bee Bal-karja. Ellátogat Griffin Rock-ba ahol összefog a Mentőbotok-kal hogy elkapjon egy álca mini-cont. Sideswipe egyike volt annak a sok Autobotnak, amelyet az újtanács feketelistára helyezett, mivel Optimus Prime támogatója volt. |
| Sideswipe                             | Darren Criss                                   | TBA                                                                                       | Egy Versengő, idegtépő autobot. Ultra-Bee Bal-karja. Ellátogat Griffin Rock-ba ahol összefog a Mentőbotok-kal hogy elkapjon egy álca mini-cont. Sideswipe egyike volt annak a sok Autobotnak, amelyet az újtanács feketelistára helyezett, mivel Optimus Prime támogatója volt. |
| Grimlock                              | Khary Payton                                   | Petridisz Hrisztosz                                                                       | Szelíd, harcis Dinobot, a csapat ízma. Ultra-Bee Lábai. A Mentő Bot Akadémiában is megjelenik. Grimlock egyike volt annak a sok Autobotnak, amelyet az újtanács feketelistára helyezett, mivel Optimus Prime támogatója volt. |
| Grimlock                              | Terrence Flint                                 | TBA                                                                                       | Szelíd, harcis Dinobot, a csapat ízma. Ultra-Bee Lábai. A Mentő Bot Akadémiában is megjelenik. Grimlock egyike volt annak a sok Autobotnak, amelyet az újtanács feketelistára helyezett, mivel Optimus Prime támogatója volt. |
| Drift                                 | Eric Bauza                                     | Barabás Kiss Zoltán                                                                       | Egy szamuráj, korábbi fejvadász, Shadow Raker egykori tanítványa. Utra-Bee fegyvere. Drift egyike volt annak a sok Autobotnak, amelyet az újtanács feketelistára helyezett, mivel Optimus Prime támogatója volt. |
| Slipstream                            | Roger Craig Smith                              | Sörös Miklós (12. rész és 37. résztől) Halasi Dániel (17-31. rész) Szabó Andor (46. rész) | Drift mini-conjai. Slipstream és Jetstorm is egyike volt annak a sok Autobotnak, amelyet az újtanács feketelistára helyezett, mivel Optimus Prime támogatója volt. |
| Jetstorm                              | Roger Craig Smith                              | Pálmai Szabolcs                                                                           | Drift mini-conjai. Slipstream és Jetstorm is egyike volt annak a sok Autobotnak, amelyet az újtanács feketelistára helyezett, mivel Optimus Prime támogatója volt. |
| Fixit                                 | Mitchell Whitfield                             | Joó Gábor                                                                                 | A Csapat feltalálója. Egy mini-con. Fixit egyike volt annak a sok Autobotnak, amelyet az újtanács feketelistára helyezett, mivel Optimus Prime támogatója volt. |
| Windblade                             | Kristy Wu (1-2. évad) Erica Lindbeck (4. évad) | Kisfalvi Krisztina (23-28.,70-71. rész) Makay Andrea (31-39., 61. rész)                   | Primus külde a földe hogy elkapja az álcákat. Windblade egyike volt annak a sok Autobotnak, amelyet az újtanács feketelistára helyezett, mivel Optimus Prime támogatója volt. |
| Jazz                                  | Arif S. Kinchen                                | Előd Álmos                                                                                | Bumblebee régi barátja. Jazz egyike volt annak a sok Autobotnak, amelyet az újtanács feketelistára helyezett, mivel Optimus Prime támogatója volt. |
| Mentőbotok                            |                                                |                                                                                           | |
| Tűzlovag (Heatwave)                   | Steven Blum                                    | Tokaji Csaba                                                                              | A Mentőbotok parancsnoka. Kade társa. Heatwave egyike volt annak a sok Autobotnak, amelyet az újtanács feketelistára helyezett, mivel Optimus Prime támogatója volt. |
| Tűzlovag (Heatwave)                   | Paul Guyet                                     | Tokaji Csaba                                                                              | A Mentőbotok parancsnoka. Kade társa. Heatwave egyike volt annak a sok Autobotnak, amelyet az újtanács feketelistára helyezett, mivel Optimus Prime támogatója volt. |
| Vadász (Chase)                        | D.C. Douglas                                   | Szatmári Attila                                                                           | Szabálykövető Mentőbot. Charlie Burns rendőrfőnök társa. Chase egyike volt annak a sok Autobotnak, amelyet az újtanács feketelistára helyezett, mivel Optimus Prime támogatója volt. |
| Vadász (Chase)                        | Frank Cwiklik                                  | Szatmári Attila                                                                           | Szabálykövető Mentőbot. Charlie Burns rendőrfőnök társa. Chase egyike volt annak a sok Autobotnak, amelyet az újtanács feketelistára helyezett, mivel Optimus Prime támogatója volt. |
| Penge (Blades)                        | Parvesh Cheena                                 | Seder Gábor                                                                               | A Mentőbotok légi botja. Dani társa. Blades egyike volt annak a sok Autobotnak, amelyet az újtanács feketelistára helyezett, mivel Optimus Prime támogatója volt. |
| Penge (Blades)                        | Michael Hansen                                 | Seder Gábor                                                                               | A Mentőbotok légi botja. Dani társa. Blades egyike volt annak a sok Autobotnak, amelyet az újtanács feketelistára helyezett, mivel Optimus Prime támogatója volt. |
| Szikla (Boulder)                      | Imari Williams                                 | Bolla Róbert                                                                              | A Mentőbotok feltalálója. Graham társa. Boulder egyike volt annak a sok Autobotnak, amelyet az újtanács feketelistára helyezett, mivel Optimus Prime támogatója volt. |
| Szikla (Boulder)                      | Keyon Williams                                 | Bolla Róbert                                                                              | A Mentőbotok feltalálója. Graham társa. Boulder egyike volt annak a sok Autobotnak, amelyet az újtanács feketelistára helyezett, mivel Optimus Prime támogatója volt. |
| Blurr                                 | Max Mittelman                                  | Szabó Máté                                                                                | A Mentőbotok egyik újonca, eleinte nem tudott beilleszkedni a csapatba, később szabálykövető lesz. Egy ideig a Bee Csapat gyakornoka lesz, Segítő barátja. Blurr egyike volt annak a sok Autobotnak, amelyet az újtanács feketelistára helyezett, mivel Optimus Prime támogatója volt. |
| Blurr                                 | Max Mittelman                                  | Czető Roland                                                                              | A Mentőbotok egyik újonca, eleinte nem tudott beilleszkedni a csapatba, később szabálykövető lesz. Egy ideig a Bee Csapat gyakornoka lesz, Segítő barátja. Blurr egyike volt annak a sok Autobotnak, amelyet az újtanács feketelistára helyezett, mivel Optimus Prime támogatója volt. |
| Segítő (Salvage)                      | Jason Marsden                                  | Megyeri János                                                                             | A Mentőbotok egyik újonca, Blurr barátja. Salvage egyike volt annak a sok Autobotnak, amelyet az újtanács feketelistára helyezett, mivel Optimus Prime támogatója volt. |
| Quickshadow                           | Alex Kingston                                  | TBA                                                                                       | Optimus által beszervezett újonc. Quickshadow egyike volt annak a sok Autobotnak, amelyet az újtanács feketelistára helyezett, mivel Optimus Prime támogatója volt. |
| Örvény (High Tide)                    | Michael Bell                                   |                                                                                           | Optimus régi barátja. A Mentőbotok mentora. High Tide egyike volt annak a sok Autobotnak, amelyet az újtanács feketelistára helyezett, mivel Optimus Prime támogatója volt. |
| Servo                                 | Nem beszél                                     | Nem beszél                                                                                | Örvény mini-conja |
| Mentőbot Tanoncok                     |                                                |                                                                                           | |
| Spíler (Hot Shot)                     | Pierce Cravens                                 | Berkes Bence                                                                              | |
| Örvény (Whirl)                        | Courtney Shaw                                  | Hermann Lilla                                                                             | |
| Medix                                 | Adam Andrianopoulous                           | Renácz Zoltán                                                                             | |
| Daru (Hoist)                          | Alan Trinca                                    | Baráth István                                                                             | |
| Hasitó (Wedge)                        | Mason Hensley                                  | Gacsal Ádám                                                                               | |
| További Autobotok, Robots in Disguise |                                                |                                                                                           | |
| Dropforge                             | David Sheinkopf                                | Juhász Zoltán                                                                             | Autobot Mini-Con nyomozó. Strongarm korábbi mentora. |
| Undertone                             | Nem beszél                                     | Nem beszél                                                                                | Egy mini-con. |
| Nightra                               | Lori Petty                                     | Solecki Janka                                                                             | Strongarm barátja. |
| Blastwave                             | Roger Craig Smith                              | Eredeti hang                                                                              | Egy néma fejvadász. |
| Toolbox                               | Mitchell Whitfield                             | Joó Gábor                                                                                 | Fixit-hez hasonló mini-con. |
| Cybertron Museum Guard #1             | Liam O’Brien                                   | Fehérváry Márton                                                                          | |
| Cybertron Police Officer              | Liam O’Brien                                   | Bolla Róbert                                                                              | |
| További Autobotok, Mentő Bot Akadémia |                                                |                                                                                           | |
| Perceptor                             | Jeremy Levy                                    | TBA                                                                                       | |
| Scorch                                | Adam Andrianopoulous                           | TBA                                                                                       | |
| Glow                                  | Courtney Shaw                                  | TBA                                                                                       | |
| Mach                                  | Nem beszél                                     | Nem beszél                                                                                | |
| Sludge                                | Billy Bob Thompson                             | TBA                                                                                       | Dinobotok |
| Snarl                                 | Mark Ashton                                    | TBA                                                                                       | Dinobotok |
| Slash                                 | Alex Hairston                                  | TBA                                                                                       | Dinobotok |
| Brushfire                             | Bimini Wright                                  | TBA                                                                                       | |
| Citadel Secundus                      | Frank Cwiklik                                  | TBA                                                                                       | |
| Weaponizer mini-conok                 |                                                |                                                                                           | |
| Aerobolt                              | Steven Blum                                    | Bognár Tamás                                                                              | A Weaponizer mini-conok vezére |
| Buzzstrike                            | Rick Pasqualone                                | Seder Gábor                                                                               | |
| Sawtooth                              | Crispin Freeman                                | Holl Nándor                                                                               | |
| Tricerashot                           | Robbie Rist                                    | Katona Zoltán                                                                             | |
| Bashbreaker                           | Nem beszél                                     | Nem beszél                                                                                | |
| Windstrike                            | Nem beszél                                     | Nem beszél                                                                                | |
| Lancelon                              | Nem beszél                                     | Nem beszél                                                                                | |
| Activator Mini-Conok                  |                                                |                                                                                           | |
| Stuntwing                             | Nem beszél                                     | Nem beszél                                                                                | |
| Trickout                              | Nem beszél                                     | Nem beszél                                                                                | |
| Hi-Test                               | Nem beszél                                     | Nem beszél                                                                                | |
| Goldgear                              | Nem beszél                                     | Nem beszél                                                                                | |

### Szereplők
| Szereplő            | Színész                                           | Magyar hang | Prime           | Prime           | Prime                   | Prime      | Robots in Disguise | Robots in Disguise | Robots in Disguise | Robots in Disguise      | Mentő Botok | Mentő Botok | Mentő Botok | Mentő Botok | Mentő Bot Akadémia | Mentő Bot Akadémia |  |  |  |  |
| Szereplő            | Színész                                           | Magyar hang | 1. évad         | 2. évad         | 3. évad: Szörnyvadászok | Film       | 1. évad            | 2. évad            | 3. évad            | 4. évad: Combiner Force | 1. évad     | 2. évad     | 3. évad     | 4. évad     | 1. évad            | 2. évad            |  |  |  |  |
| ------------------- | ------------------------------------------------- | --- | --------------- | --------------- | ----------------------- | ---------- | ------------------ | ------------------ | ------------------ | ----------------------- | ----------- | ----------- | ----------- | ----------- | ------------------ | ------------------ |  |  |  |  |
| Optimus Prime       | Peter Cullen, Hiro Diaz (MBA), Jake Tillman (MBA) | Szélyes Imre, Barbinek Péter, Németh Gábor                                                                              | Sorozat Fő      | Sorozat Fő      | Sorozat Fő              | Sorozat Fő | Vendég             | Fő                 | Visszatérő         | Visszatérő              | Visszatérő  | Visszatérő  | Visszatérő  | Visszatérő  | Visszatérő         | Visszatérő         |  |  |  |  |
| Bumblebee           | Will Friedle, Jeremy Levy (MBA)                   | Szokol Péter, Moser Károly                                                                                              | Fő              | Fő              | Fő                      | Fő         | Sorozat Fő         | Sorozat Fő         | Sorozat Fő         | Sorozat Fő              | Visszatérő  | Visszatérő  |             | Visszatérő  | Visszatérő         | Visszatérő         |  |  |  |  |
| Tűzlovag (Heatwave) | Steven Blum, Paul Guyet (MBA)                     | Tokaji Csaba |                 |                 |                         |            |                    |                    |                    |                         | Sorozat Fő  | Sorozat Fő  | Sorozat Fő  | Sorozat Fő  | Visszatérő         | Visszatérő         |  |  |  |  |
| Spíler (Hot Shot)   | Pierce Cravens                                    | Berkes Bence |                 |                 |                         |            |                    |                    |                    |                         |             |             |             |             | Sorozat Fő         | Sorozat Fő         |  |  |  |  |
| Prime Csapat        |                                                   | |                 |                 |                         |            |                    |                    |                    |                         |             |             |             |             |                    |                    |  |  |  |  |
| Ratchet             | Jeffrey Combs, Todd Perimutter (MBA)              | Varga Gábor (Prime, 1-59. rész) Viczián Ottó (61-65. rész) Potocsny Andor (RID, 38-39. rész) Bordás János (70-71. rész) | Fő              | Fő              | Fő                      | Fő         |                    | Vendég             |                    | Vendég                  |             |             |             |             | Visszatérő         | Visszatérő         |  |  |  |  |
| Bulkhead            | Kevin Michael Richardson                          | Sótonyi Gábor | Fő              | Fő              | Fő                      | Fő         |                    |                    |                    | Vendég                  |             |             |             |             |                    |                    |  |  |  |  |
| Arcee               | Sumalee Montano                                   | Antal Olga | Fő              | Fő              | Fő                      | Fő         |                    |                    |                    |                         |             |             |             |             |                    |                    |  |  |  |  |
| Wheeljack           | James Horan                                       | Pál Tamás | Vendég          | Visszatérő      | Fő                      | Fő         |                    |                    |                    |                         |             |             |             |             |                    |                    |  |  |  |  |
| Smokescreen         | Nolan North                                       | Hamvas Dániel |                 | Fő              | Fő                      | Fő         |                    |                    |                    |                         |             |             |             |             |                    |                    |  |  |  |  |
| Ultra Magnus        | Michael Ironside                                  | Barabás Kiss Zoltán |                 |                 | Fő                      | Fő         |                    |                    |                    |                         |             |             |             |             |                    |                    |  |  |  |  |
| Cliffjumper         | Dwayne Johnson (1. évad) Billy Brown (2. évad)    | Szokol Péter | Vendég          | Visszaemlékezés | Visszaemlékezés         |            |                    |                    |                    |                         |             |             |             |             |                    |                    |  |  |  |  |
| Tailgate            | Josh Keaton                                       | Vári Attila | Visszaemlékezés |                 |                         |            |                    |                    |                    |                         |             |             |             |             |                    |                    |  |  |  |  |
| Bee Csapat          |                                                   | |                 |                 |                         |            |                    |                    |                    |                         |             |             |             |             |                    |                    |  |  |  |  |
| Strongarm           | Constance Zimmer                                  | Pap Katalin |                 |                 |                         |            | Fő                 | Fő                 | Fő                 | Fő                      |             |             |             |             |                    |                    |  |  |  |  |
| Sideswipe           | Darren Criss                                      | Horváth Illés |                 |                 |                         |            | Fő                 | Fő                 | Fő                 | Fő                      |             |             |             | Vendég      |                    |                    |  |  |  |  |
| Grimlock            | Khary Payton, Terrence Flint (MBA)                | Petridisz Hrisztosz |                 |                 |                         |            | Fő                 | Fő                 | Fő                 | Fő                      |             |             |             |             | Visszatérő         | Visszatérő         |  |  |  |  |
| Fixit               | Mitchell Whitfield                                | Joó Gábor |                 |                 |                         |            | Fő                 | Fő                 | Fő                 | Fő                      |             |             |             |             |                    |                    |  |  |  |  |
| Drift               | Eric Bauza                                        | Barabás Kiss Zoltán |                 |                 |                         |            | Fő                 | Fő                 | Fő                 | Fő                      |             |             |             |             |                    |                    |  |  |  |  |
| Slipstream          | Roger Craig Smith                                 | Sörös Miklós (12. rész és 37. résztől) Halasi Dániel (17-31. rész) Szabó Andor (46. rész)                               |                 |                 |                         |            | Fő                 | Fő                 | Fő                 | Fő                      |             |             |             |             |                    |                    |  |  |  |  |
| Jetstorm            | Roger Craig Smith                                 | Pálmai Szabolcs |                 |                 |                         |            | Fő                 | Fő                 | Fő                 | Fő                      | Fő          | Fő          | Fő          | Fő          |                    |                    |  |  |  |  |
| Windblade           | Kristy Wu (1-2. évad) Erica Lindbeck (4. évad)    | Kisfalvi Krisztina (23-28.,70-71. rész) Makay Andrea (31-39., 61. rész)                                                 |                 |                 |                         |            | Fő                 | Fő                 | Fő                 | Fő                      | Visszatérő  | Fő          |             | Visszatérő  |                    |                    |  |  |  |  |
| Jazz                | Arif S. Kinchen                                   | Előd Álmos |                 |                 |                         |            | Vendég             |                    |                    | Vendég                  |             |             |             |             |                    |                    |  |  |  |  |
| Mentő Botok         |                                                   | |                 |                 |                         |            |                    |                    |                    |                         |             |             |             |             |                    |                    |  |  |  |  |
| Vadász (Chase)      | D.C. Douglas, Frank Cwiklik (MBA)                 | Szatmári Attila |                 |                 |                         |            |                    |                    |                    |                         | Fő          | Fő          | Fő          | Fő          | Visszatérő         | Visszatérő         |  |  |  |  |
| Blurr               | Max Mittelman                                     | Szabó Máté (Mentő Botok) Czető Roland (Robots in Disguise)                                                              |                 |                 |                         |            |                    |                    |                    | Vendég                  |             |             | Fő          | Fő          |                    |                    |  |  |  |  |
| Penge (Blades)      | Parvesh Cheena, Michael Hansen (MBA)              | Seder Gábor |                 |                 |                         |            |                    |                    |                    |                         | Fő          | Fő          | Fő          | Fő          | Visszatérő         | Visszatérő         |  |  |  |  |
| Szikla (Boulder)    | Imari Williams, Keyon Williams (MBA)              | Bolla Róbert |                 |                 |                         |            |                    |                    |                    |                         | Fő          | Fő          | Fő          | Fő          | Visszatérő         | Visszatérő         |  |  |  |  |
| Segítő (Salvage)    | Jason Marsden                                     | Megyeri János |                 |                 |                         |            |                    |                    |                    |                         |             |             | Fő          | Fő          |                    |                    |  |  |  |  |
| Quickshadow         | Alex Kingston                                     | |                 |                 |                         |            |                    |                    |                    |                         |             |             |             | Vendég      |                    |                    |  |  |  |  |
| Örvény (High Tide)  | Michael Bell                                      | |                 |                 |                         |            |                    |                    |                    |                         |             |             | Fő          | Fő          |                    |                    |  |  |  |  |
| Mentő Bot Tanoncok  |                                                   | |                 |                 |                         |            |                    |                    |                    |                         |             |             |             |             |                    |                    |  |  |  |  |
| Örvény (Whirl)      | Courtney Shaw                                     | Hermann Lilla |                 |                 |                         |            |                    |                    |                    |                         |             |             |             |             | Fő                 | Fő                 |  |  |  |  |
| Medix               | Adam Andrianopoulous                              | Renácz Zoltán |                 |                 |                         |            |                    |                    |                    |                         |             |             |             |             | Fő                 | Fő                 |  |  |  |  |
| Daru (Hoist)        | Alan Trinca                                       | Baráth István |                 |                 |                         |            |                    |                    |                    |                         |             |             |             |             | Fő                 | Fő                 |  |  |  |  |
| Hasitó (Wedge)      | Mason Hensley                                     | Gacsal Ádám |                 |                 |                         |            |                    |                    |                    |                         |             |             |             |             | Fő                 | Fő                 |  |  |  |  |

## Álcák

### Megatron Serege
| Szereplő   | Eredeti hang             | Magyar hang                                         | Leírás |
| ---------- | ------------------------ | --------------------------------------------------- | --- |
| Megatron   | Frank Welker             | Borbiczki Ferenc                                    | Az álcák zsarnoki vezetője. Ezüst repülővé alakul át. A háború előtt még "Megatronus" nevet viseli, ekkor Kaon bajnoka volt, ahol gladiátorok harcolnak. Ekkor még Orion Pax és ő barátok voltak. Viszont amikor Megatron sötét útra lépett az útjaik elváltak és Megatron lett a sötét úr. Megatront a 3. évad végén Bumblebee leszúrta a Star Seberel. Majd a Predacons Rising-ben Unicorn feltámasztja. |
| Starscream | Steven Blum              | Láng Balázs                                         | Megatron másodparancsnoka. Egy ezüst vadászgéppé alakul át. Starscream mindig is Megatron helyére akart lépni. Az első évad végétől a második évad végéig Starscream bujdosik az egyik lezuhant álca szállítóhajó letört részében, mert a M.E.C.H. elveszi a T-magját. A második évad végén Starscream az omega kulcsokkal tér vissza Megatronhoz, aki visszafogadja őt az álcák közé. A Robots in Disguise-ban: a 3. Évad főgonosza, visszatér a földre hogy megszerezze a hét mini-cont és bosszútálljon Megatron-on. |
| Starscream | Steven Blum              | Bácskai János                                       | Megatron másodparancsnoka. Egy ezüst vadászgéppé alakul át. Starscream mindig is Megatron helyére akart lépni. Az első évad végétől a második évad végéig Starscream bujdosik az egyik lezuhant álca szállítóhajó letört részében, mert a M.E.C.H. elveszi a T-magját. A második évad végén Starscream az omega kulcsokkal tér vissza Megatronhoz, aki visszafogadja őt az álcák közé. A Robots in Disguise-ban: a 3. Évad főgonosza, visszatér a földre hogy megszerezze a hét mini-cont és bosszútálljon Megatron-on. |
| Soundwave  | Frank Welker             | Sörös Miklós (62. rész)                             | Az álcák fülelője, mindent felhackkel, minden rendszerbe betör. Megatron leghűségesebb katonája. Az Álcák megalakulása előtt is parancsnok volt. Járműalakja egy pilóta nélküli repülőgép. A 3. Évad végén az Árnyék zónába kerül. A Robots in Disguise-ban: kiszabadul az árnyék zónából, de Bumblebee visszaküldi. A 4. Évadban visszatér hogy visszahívja Megatron-t, de elbukott a terv. |
| Soundwave  | Frank Welker             | Bácskai János                                       | Az álcák fülelője, mindent felhackkel, minden rendszerbe betör. Megatron leghűségesebb katonája. Az Álcák megalakulása előtt is parancsnok volt. Járműalakja egy pilóta nélküli repülőgép. A 3. Évad végén az Árnyék zónába kerül. A Robots in Disguise-ban: kiszabadul az árnyék zónából, de Bumblebee visszaküldi. A 4. Évadban visszatér hogy visszahívja Megatron-t, de elbukott a terv. |
| Laserbeak  | Nem beszél               | Nem beszél                                          | Soundwave "állatkája" (mini-conja), Soundwave mellkasán helyezkedik el. |
| Knock Out  | Daran Norris             | Lux Ádám                                            | Az álcák orvosa, egy piros versenyautóvá tud átalakulni.Kicsit kényes, nem szereti ha megkarcolják a zománcát. A Predacons Rising végén átáll az autobotokhoz, csatlakozik a Prime csapathoz. Knockout egyike volt annak a sok Autobotnak, amelyet az újtanács feketelistára helyezett, mivel Optimus Prime támogatója volt. |
| Shockwave  | David Sobolov            | Horváth-Töreki Gergely                              | Ő Megatron másik másodparancsnoka, ő felel a tudományos részlegért. A 2. évad 17. részében tűnik fel először. Egy tudós. A 3. évadban ő alkotja meg az autobot vadászt, a Predacont. Járműalakja egy lila Cybertroni tank. |
| Airachnid  | Gina Torres              | Ősi Ildikó (1-2. évad) Téglás Judit (3. évad)       | Egy pókká és helikopterré átalakuló álca. Megatron másodtisztje amíg Starscream bujdosni kényszerül. Arceeval örökösen háborúznak mivel. Arcee meg akarja bosszulni Tailgate halálát. A 2. évad 10. részében sztázisba kerül. A 3. évad 8. részében kiszabadítja Silas/Cylas, Soundwave a Cybertron egyik holdjára küldi. |
| Skyquake   | Richard Green            | Bognár Tamás (1. évad) Pusztaszeri Kornél (2. évad) | Dreadwing testvére az 1. évad 6. részében meghal. Bumblebee és Optimus öli meg őt. De Starscream feltámasztja őt sötét energonnal. |
| Makeshift  | Kevin Michael Richardson | Gubányi György István                               | 1. évad 8. részében Wheeljacket utánozza, de lebukik. |
| Breakdown  | Adam Baldwin             | Juhász Zoltán                                       | Az Álcák verőlegénye, és Knock Out barátja. A 2. évad 7. részében Airachnid megöli. Egy kék terepjáróvá tud átalakulni. |
| Dreadwing  | Tony Todd                | Makranczi Zalán                                     | Skyquake testvére. A 2. évad 25. részében Megatron megöli, mert nem engedelmeskedik neki. |

### Álca közkatonák
| Szereplő           | Eredeti hang | Magyar hang                                                                        | Leírás |
| ------------------ | --- | ---------------------------------------------------------------------------------- | --- |
| Vehicons (Repülők) | Steven Blum, Kevin Michael Richardson, Frank Welker, Daran Norris, Josh Keaton, David Kaye, David Sobolov, Peter Cullen |                                                                                    | Kék színű Álca harcosok. Jármű alakjuk egy Cybertroni vadászgép. Az Autobotok általában felmossák velük a padlót. |
| Vehicons (Autók)   | Steven Blum, Kevin Michael Richardson, Frank Welker, Daran Norris, Josh Keaton, David Kaye, David Sobolov, Peter Cullen | Sörös Miklós, Horváth-Töreki Gergely, Gardi Tamás, Fehérváry Márton, Presits Tamás | Fekete színű Álca harcosok. Jármű alakjuk egy autó.                                                               |
| Vehicon Seekers    | Steven Blum, Kevin Michael Richardson, Frank Welker, Daran Norris, Josh Keaton, David Kaye, David Sobolov, Peter Cullen | Potocsny Andor                                                                     | Ezüst színű Álca harcosok. Cybertroni vadászgépekké alakulnak.                                                    |
| Decepticon Miners  | Kevin Michael Richardson                                                                                                | Németh Attila István                                                               | Világos lila színű Álca munkások                                                                                  |
| Vehicon Guard #1   | Fred Tatasciore | Bolla Róbert                                                                       | Az Alchemor őrei                                                                                                  |
| Vehicon Sentry #1  | Jim Cummings | Bolla Róbert                                                                       | Az Alchemor őrei                                                                                                  |

### Insecticonok
Őrszemek, nagy bogarakká tudnak átalakulni, két lábuk és két kezük van. Nagy kezük mellett két kis karomban végződő csápjuk van. Az Insecticonok legnagyobb fegyvere a nagy kezük, ami a hatalmas karmuk miatt veszélyes fegyver. Emellett kis sugárvetőjük és pajzsuk is van.
| Szereplő           | Eredeti hang                                                     | Magyar hang                                      | Leírás |
| Insecticonok       | Insecticonok                                                     | Insecticonok                                     | Insecticonok |
| ------------------ | ---------------------------------------------------------------- | ------------------------------------------------ | --- |
| Hardshell          | David Kaye                                                       | Fekete Zoltán                                    | A legfélelmetesebb Insecticon. Mikó megöli Wheeljack hajójának fegyvereivel, ahelyett, hogy megszökne onnan és hagyná meghalni Wheeljack-et. |
| Bombshock          | Steven Blum                                                      | Fehér Péter (57. rész) Harcsik Róbert (60. rész) | Egy Insecticon |
| Razorhorn          | Nem beszél                                                       | Nem beszél                                       | Egy Insecticon. |
| Insecticon Katonák | Frank Welker, Steven Blum, Kevin Michael Richardson, James Horan |                                                  | |

### Predakonok
Egy ősi kihalt Cybetroni faj (hasonlóan a Földön a dinoszauruszokhoz). Shockwave klónozza őket és a harmadik évadban hadsereget is akar belőlük építeni, hogy legyőzzék az autobotokat.
| Szereplő   | Eredeti hang | Magyar hang    | Leírás     |
| Predaconok | Predaconok   | Predaconok     | Predaconok |
| ---------- | ------------ | -------------- | ---------- |
| Predaking  | Peter Mensah | Galambos Péter |            |
| Darksteel  | Steven Blum  | nincs          |            |
| Skylynx    | Nolan North  | nincs          |            |

### Álcák
| Szereplő           | Eredeti hang                   | Magyar hang                                                                                | Leírás |
| Steeljaw falkája   | Steeljaw falkája               | Steeljaw falkája                                                                           | Steeljaw falkája                                                                                                  |
| ------------------ | ------------------------------ | ------------------------------------------------------------------------------------------ | --- |
| Steeljaw           | Troy Baker                     | Pusztaszeri Kornél                                                                         | Farkas-Álca |
| Underbite          | Liam O’Brien                   | Bognár Tamás                                                                               | Bulldog-Álca |
| Thunderhoof        | Frank Stallone                 | Seder Gábor                                                                                | Szarvas-Álca |
| Quillfire          | Andy Milder                    | Fekete Zoltán (11. és 17. rész) Czető Roland (35. résztől)                                 | Sün-Álca |
| Clampdown          | Jim Cummings                   | Seszták Szabolcs                                                                           | Rák-Álca |
| Fracture           | Kevin Pollak                   | Megyeri János Sörös Miklós (21. rész)                                                      | Egy Zsoldos |
| Airazor            | Roger Craig Smith              | Láng Balázs                                                                                | Fracture mini-conjai                                                                                              |
| Divebomb           | Khary Payton                   | Vári Attila                                                                                | Fracture mini-conjai                                                                                              |
| Bisk               | Khary Payton                   | Presits Tamás (4. rész) Németh Attila István (34. rész)                                    | Homár-Álca |
| Springload         | John Steven Rocha              | Fekete Zoltán (9. és 34. rész) Horváth-Töreki Gergely (17. rész) Potocsny Andor (50. rész) | Béka-Álca |
| Groundpounder      | John DiMaggio                  | Zöld Csaba (19. rész) Orosz Gergely (39. rész)                                             | Gorilla-Álca |
| Overload           | Dave Fennoy                    | Bognár Tamás                                                                               | Egy Álca, Az Alchemor-ról szököttek egyike. A Cybertron-i háború idején helyben hagyta Bumblebee-t.               |
| Álcák Szigete      |                                |                                                                                            | |
| Saberhorn          | Fred Tatasciore                | Bognár Tamás                                                                               | Transformers: Robots in Disguise 2. Évad főgonoszai. Insectocon féle álcák.                                       |
| Glowstrike         | Grey Griffin                   | Lipcsey-Colini Borbála                                                                     | Transformers: Robots in Disguise 2. Évad főgonoszai. Insectocon féle álcák.                                       |
| Scorponok          | Victor Brandt                  | Bolla Róbert                                                                               | Skorpióvál alakuló álca                                                                                           |
| Crazybolt          | James Arnold Taylor            | Grúber Zita                                                                                | Gyík-Álca |
| Slicedice          | Gary Anthony Williams          | Törköly Levente                                                                            | Crazybolt mini-conja                                                                                              |
| Kickback           | Liam O’Brien                   | Bardóczy Attila (21. rész) Jánosi Ferenc (29. rész)                                        | Szöcske-Álca |
| Back               | Nem beszél                     | Nem beszél                                                                                 | Quillfire segédei                                                                                                 |
| Forth              | Nem beszél                     | Nem beszél                                                                                 | Quillfire segédei                                                                                                 |
| Hammer             | Carlos Alazraqui               | Eredeti hang                                                                               | Bisk segédei |
| Anvil              | Carlos Alazraqui               | Eredeti hang                                                                               | Bisk segédei |
| Bludgeon           | Dee Bradley Baker              | Eredeti hang                                                                               | Scorponok segédei                                                                                                 |
| Clout              | Dee Bradley Baker              | Eredeti hang                                                                               | Scorponok segédei                                                                                                 |
| Fosztogatók        |                                |                                                                                            | |
| Clawtrap           | André Sogliuzzo                | Koncz István                                                                               | Rák-Álca, A Fosztogatók vezére                                                                                    |
| Paralon            | Jason Spisak                   | Borbiczki Ferenc                                                                           | Egy Skorpióvá alakuló álca                                                                                        |
| Scatterspike       | Robin Weigert                  | Nádasi Veronika                                                                            | Sün-Álca |
| Thermidor          | Jim Cummings                   | Albert Péter                                                                               | Homár-Álca |
| Stunticonok        |                                |                                                                                            | |
| Motormaster        | Travis Willingham              | Bolla Róbert                                                                               | A Stunticonok vezére                                                                                              |
| Menasor            | Travis Willingham              | Beratin Gábor                                                                              | A Stunticonok egyesült formája.                                                                                   |
| Heatseeker         | Mikey Kelley                   | Törköly Levente                                                                            | Egy Stunticon, Menasor lába                                                                                       |
| Heatmark           | Mikey Kelley                   | Molnár Kristóf                                                                             | Heatseeker és Slashmark egyesült formája.                                                                         |
| Dragstrip          | Maurice LaMarche               | Láng Balázs                                                                                | A Stunticonok önjelőlt másod vezére, Menasor karja                                                                |
| Dragbreak          | Maurice LaMarche               | Láng Balázs                                                                                | Dragstrip és Wildbreak egyesült formája.                                                                          |
| Wildbreak          | Dave Wittenberg                | Endrédi Máté (51-52. rész) Megyeri János (55. résztől)                                     | Dragstrip társa, Menasor karja                                                                                    |
| Slashmark          | David Kaye                     | Bordás János                                                                               | Heatseeker társa, Menasor lába                                                                                    |
| Cyclonus Csapata   |                                |                                                                                            | |
| Cyclonus           | Harry Lennix                   | Holl Nándor                                                                                | Transformers: Robots in Disguise Sorozat főgonosza. Egy zsarnok álca aki Megatron uralmát szeretné a Cybertronon. |
| Galvatronus        | Harry Lennix                   | Molnár Kristóf                                                                             | Cyclonus és csapata egyesült formája.                                                                             |
| Cyberwarp          | Brooke Goldner                 | Laudon Andrea                                                                              | Egy Álca Cyclonus csapatának tagja.                                                                               |
| Skyjack            | Nem beszél                     | Nem beszél                                                                                 | |
| Treadshock         | Nem beszél                     | Nem beszél                                                                                 | |
| Riotgear           | Nem beszél                     | Nem beszél                                                                                 | |
| További Álcák      |                                |                                                                                            | |
| Shadelock          | Kirk Thornton                  | Faragó József                                                                              | Egy Álca, Starscream zsoldosa                                                                                     |
| RoughEdge          | Nem beszél                     | Nem beszél                                                                                 | |
| Shadow Raker       | Ian James Corlett              | Törköly Levente                                                                            | Egy Álca, Drift korábbi mestere                                                                                   |
| Alchemor Szököttek |                                |                                                                                            | |
| Hammerstrike       | David Kaye                     | Bácskai János                                                                              | Cápálca |
| Chop Shop          | David Hunt                     | Megyeri János                                                                              | Pók-Álca |
| Terrashock         | Kevin Michael Richardson       | Galambos Péter                                                                             | Bika-Álca |
| Filch              | Constance Zimmer               | Farkasinszky Edit                                                                          | Varjú-Álca, Varjúvá alakul                                                                                        |
| Minitron           | Nem beszél                     | Nem beszél                                                                                 | Kullancs-Álca |
| Pseudo             | Eric Bauza                     | Bácskai János                                                                              | Bárki alakját képes felvenni                                                                                      |
| Ped                | Eddie Deezen                   | Magyar Bálint                                                                              | Földigiliszta-Álca                                                                                                |
| Malodor            | Daniel Roebuck                 | Sörös Miklós                                                                               | Borz-Álca |
| Nightstrike        | Tom Kenny                      | Juhász Zoltán                                                                              | Energon vámpír |
| Vertebreak         | Charlie Schlatter              | Markovics Tamás                                                                            | Kigyó-Álca |
| Octopunch          | Ted Biaselli                   | Juhász Levente                                                                             | Polip-Álca |
| Zizza              | Jackée Harry                   | Rátonyi Hajni                                                                              | Méh-Álca, Héhhá alakul                                                                                            |
| Headlock           | Eric Bauza                     | Sótonyi Gábor                                                                              | Groundpunder társa                                                                                                |
| Scowl              | Mark Hildreth                  | Endrédi Máté                                                                               | Dinobot Álca |
| Polarclaw          | Steve Blum                     | Bolla Róbert                                                                               | Jegesmedve-Álca                                                                                                   |
| Razorpaw           | Jonathan Adams                 | Bolla Róbert                                                                               | Puma-Álca |
| Glacius            | Yuri Lowenthal                 | Borbíró András                                                                             | Razorpaw medve mini-conjai                                                                                        |
| Swelter            | Robbie Rist                    | Kántor Zoltán                                                                              | Razorpaw medve mini-conjai                                                                                        |
| Simacore           | Matt Yang King                 | Sörös Miklós                                                                               | Orangután-Álca |
| Axiom              | Jeff Benett                    | Kántor Zoltán                                                                              | Simacore majom mini-conjai                                                                                        |
| Theorem            | Jeff Benett                    | Potocsny Andor                                                                             | Simacore majom mini-conjai                                                                                        |
| Mini-Con Klónok    | Nem beszél                     | Nem beszél                                                                                 | Axiom és Theorem klónjai                                                                                          |
| Stockade           | Gregg Berger                   | Törköly Levente                                                                            | Méhészborz-Álca                                                                                                   |
| Major Mayhems      | Gregg Berger Roger Craig Smith | Eredeti hang                                                                               | Stockade mini-con serege                                                                                          |
| Crustacion         | Chris Edgerly                  | Szabó Endre                                                                                | Garnéla-Álca |
| Ragebyte           | Christopher Swindle            | Potocsny Andor                                                                             | Cápálca |
| Zorillor           | Michael Yurchak                | Gardi Tamás                                                                                | Borz-Álca |
| Flamesnort         | Robin Atkin Downes             | Albert Péter                                                                               | Gyík-Álca, A Cybertron-i háború alatt került a Föld-re.                                                           |
| Wingcode           | Constance Zimmer               | Várkonyi Andrea                                                                            | Energon Vámpír |
| Backtrack          | Steve Blum                     | Eredeti hang                                                                               | Cyclone Mini-Conok                                                                                                |
| Ransack            | Steve Blum                     | Eredeti hang                                                                               | Cyclone Mini-Conok                                                                                                |
| Bounce             | Steve Blum                     | Eredeti hang                                                                               | Cyclone Mini-Con, akit Sideswipe Griffin Rockban kapott el.                                                       |
| Torpor             | Nem beszél                     | Nem beszél                                                                                 | Egy Mini-con, elkábítja áldozatait                                                                                |
| Silverhound        | Nem beszél                     | Nem beszél                                                                                 | Bika-Álca |
| Boostwing          | James Arnold Taylor            | Baráth István                                                                              | Varjú-Álca testvérek, Varjúvá alakulnak                                                                           |
| Jacknab            | Robin Atkin Downes             | Hám Bertalan                                                                               | Varjú-Álca testvérek, Varjúvá alakulnak                                                                           |
| Pilfer             | Robin Atkin Downes             | Bolla Róbert                                                                               | Varjú-Álca testvérek, Varjúvá alakulnak                                                                           |

## Emberek
| Szereplő                                     | Eredeti hang                               | Magyar hang                                          | Leírás |
| Transformers: Prime Főszereplők              | Transformers: Prime Főszereplők            | Transformers: Prime Főszereplők                      | Transformers: Prime Főszereplők |
| -------------------------------------------- | ------------------------------------------ | ---------------------------------------------------- | --- |
| Jack Darby                                   | Josh Keaton                                | Stukovszky Tamás (1-2. évad) Baráth István (3. évad) | Jack egy 16 éves középiskolás diák. A védelmezője Arcee. |
| Miko Nakadai                                 | Tania Gunadi                               | Pekár Adrienn                                        | Miko egy 15 éves külföldi cserediák Tokióból (Japán). A védelmezője Bulkhead. |
| Rafael "Raf" Esquivel                        | Andy Pessoa                                | Richter Tamás                                        | Raf egy rendkívül intelligens mégis félénk 12 éves fiú, aki széles körű ismeretekkel rendelkezik a számítógépek területén. A védelmezője Bumblebee. |
| William Fowler ügynök                        | Ernie Hudson                               | Kálid Artúr                                          | Fowler ügynök a kormány képviselője, aki az összekötő az Autobotok és az Egyesült Államok kormánya között. |
| June Darby                                   | Markie Post                                | Kocsis Judit                                         | Jack anyja, kórházban dolgozó sürgősségi nővér. |
| Egyéb emberek                                |                                            |                                                      | |
| Colonel Leland "Silas" Bishop                | Clancy Brown                               | Vass Gábor                                           | A M.E.C.H. vezetője. Elrabolja és felnyítja Breakdown-t, ellopja Bumblebee később Starscream T-magját és belehelyezi a M.E.C.H. által épített robotba (Nemesis Prime), miután rázuhant a klón, a M.E.C.H. gyógyítás érdekében összekapcsolja Breakdown testével, így Silas/Cylas csatlakozik az álcához, de elbukik. A 3. évadban Knockout és Starscream a testén kísérleteznek, miután a Szintetikus energon és Sötét energon összekeveredik egy Zombír (Vámpír és Zombi) lesz. Végül Airachnid végez vele. |
| Sierra                                       | Alexandra Krosney                          | Dögei Éva                                            | Jack barátnője, egy iskolába járnak |
| Vince                                        | Brad Raider                                | Borbíró András                                       | Jack verseny ellenfele, egy iskolába járnak. |
| Vogel                                        | John DiMaggio                              | Harmath Imre                                         | |
| Fast Willy                                   | Kevin Michael Richardson                   | Garamszegi Gábor                                     | |
| Bryce tábornok                               | Robert Forster                             | Orosz István                                         | William Fowler különleges ügynök felettese. |
| M.E.C.H. navigátor                           | Josh Keaton                                | Stern Dániel                                         | |
| Biztonsági őr                                | Reggie Bannister                           | Vári Attila                                          | |
| M.E.C.H. sebész                              | Josh Keaton                                | Sörös Miklós (30. rész) Jánosi Ferenc (45. rész)     | |
| Burns család                                 |                                            |                                                      | |
| Charlie Burns főnök                          | Maurice LaMarche                           | Rosta Sándor                                         | A Griffin Rock rendőrség főnöke és a Rescue Team vezetője. Ő Cody, Kade, Dani és Graham apja, Woodrow bátyja. |
| Cody Burns                                   | Elan Garfias                               | Bogdán Gergő                                         | A Burns család legfiatalabb tagja. A kora ellenére a csapat kommunikációs tisztviselőjeként cselekszik. Szintén azon van, hogy segítsen a kellemetlen fickóknak, a földön életükbe válni és megszokottan irányítani őket. Az idősebb testvérei között közvetítőként cselekszik. Néha kisegít a terepen, Danival és Pengével. A családja többi része képtelen, hogy megértse, hogy mi az Autobot beszéd. |
| Cody Burns                                   | Andy Zou                                   |                                                      | A Burns család legfiatalabb tagja. A kora ellenére a csapat kommunikációs tisztviselőjeként cselekszik. Szintén azon van, hogy segítsen a kellemetlen fickóknak, a földön életükbe válni és megszokottan irányítani őket. Az idősebb testvérei között közvetítőként cselekszik. Néha kisegít a terepen, Danival és Pengével. A családja többi része képtelen, hogy megértse, hogy mi az Autobot beszéd. |
| Kade Burns                                   | Jason Marsden                              | Berkes Bence                                         | Cody, Graham és Dani bátyja és Griffin Rock tűzoltó. Van nála némileg egy dicsőség-sertés és nem lelkesedik túl azért, hogy először Tűzlovaggal dolgozik. Bár végül elérik, hogy tiszteljék egymás, de egyikük sem vallaná be azt. |
| Dani Burns                                   | Lacey Chabert                              | Molnár Ilona                                         | Cody idősebb nővére és Griffin Rock mentőhelikopter-pilóta. A partnerétől, Pengétől eltérően, Dani szeret repülni és baja van azzal, hogy a magasságoktól való félelme miatt Pengével jöjjön ki, de végül megtudja, miképp lehet dolgozni vele. |
| Graham Burns                                 | Shannon McKain                             | Joó Gábor                                            | Cody bátyja és Griffin Rock építési mérnök. Először neki baja van azzal, hogy működtesse Sziklát. Részben az esedékes saját félreértéseiben. Bár őt izgatja Szikla és az óhajok, hogy Kibetronról tanuljanak. Tévesen elhiszi azt, mert Szikla egy haladó idegen civilizációból van. |
| Woodrow Burns                                | Mark Hamill                                | Vári Attila                                          | Charlie öccse. |
| Greene család                                |                                            |                                                      | |
| Dr. Ezra Greene doki                         | LeVar Burton                               | Pálmai Szabolcs                                      | A Burns Család barátja, Frankie apja |
| Dr. Ezra Greene doki                         | Paul Guyet                                 |                                                      | A Burns Család barátja, Frankie apja |
| Frankie Alma Greene                          | Diamond White                              |                                                      | Green doki lánya, Cody legjobb barátja |
| Frankie Alma Greene                          | Kaitlin Becker                             |                                                      | Green doki lánya, Cody legjobb barátja |
| Anna Baranova                                | Kath Soucie                                | Csuha Bori                                           | |
| További szereplők                            |                                            |                                                      | |
| Luskey polgármester                          | Jeff Bennett                               | Kassai Károly                                        | Griffin Rock polgármestere |
| Luskey polgármester                          | Paul Guyet                                 |                                                      | Griffin Rock polgármestere |
| Huxley Prescott                              | Jeff Bennett                               | Dányi Krisztián                                      | |
| Dr. Thaddeus Morocco                         | Tim Curry (1. évad) Jonny Rees (2-4. évad) | Maday Gábor (1. évad) Mesterházy Gyula (2. évadtól)  | A Burns család és a Mentő Botok ellensége |
| Quint Quarry                                 | Jim Cummings                               | Renácz Zoltán                                        | |
| Transformers: Robots in Disguise Főszereplők |                                            |                                                      | |
| Russell Clay                                 | Stuart Allan                               | Straub Martin                                        | Denny fia |
| Denny Clay                                   | Ted McGinley                               | Pál Tamás                                            | Russell apja |
| Egyéb szereplők                              |                                            |                                                      | |
| Henrietta "Hank"                             | Bailey Gambertoglio                        | Hermann Lilla (1. évad) Gyarmati Laura (4. évad)     | |
| Butch                                        | Will Friedle                               | Szalay Csongor                                       | |
| Larry LaRue                                  | John Katovsich                             | Juhász Zoltán                                        | |
| Gunter barát                                 | Danny Jacobs                               | Pálfai Péter                                         | |
| Arnold                                       | Troy Baker                                 | Markovics Tamás                                      | |
| Casey                                        | Kate Bond                                  | Vadász Bea (1. évad) Laudon Andrea (4. évad)         | |
| Farnum                                       | John DiMaggio                              | Endrédi Máté                                         | |
| Idegenvezető Edmondville-ben                 | Kath Soucie                                | Roatis Andrea                                        | |
| Junior                                       | Will Friedle                               | Császár András                                       | |
| Apa                                          | Khary Payton                               | Fehérváry Márton                                     | |
| Hermit                                       | Trevor Devall                              | Gardi Tamás                                          | |
| Spanyol oktató                               | Eric Bauza                                 | Tarján Péter                                         | |

## Egyéb Cybertroniak
| Szereplő             | Eredeti hang             | Magyar hang                                                   | Leírás |
| Prime-ok             | Prime-ok                 | Prime-ok                                                      | Prime-ok |
| -------------------- | ------------------------ | ------------------------------------------------------------- | --- |
| Micronus Prime       | Adrian Pasdar            | Megyeri János (13. rész és 27. rész) Katona Zoltán (25. rész) | A 13 Prime egyike, Mini-con |
| Vector Prime         | Troy Baker               | Bolla Róbert                                                  | A 13 Prime egyike |
| Megatronus           | Travis Willingham        | Borbiczki Ferenc                                              | Transformers: Robots in Disguise 1. Évad főgonosza. A 13 Prime egyike, A Bukott |
| Alpha Trion          | George Takei             | Sörös Miklós (2. évad) Kajtár Róbert (3. évad)                | A Iaconi levéltár, kincsei és fegyverei őrzője és a Cybetronon. Smokescreen-t ő képezte ki és rejtette bele az utolsó cybetroni ereklyék egyikét. A Starseber-en keresztül üzen Optimusnak az utolsó ereklyékről.                                                                                  |
| További Cybertroniak |                          |                                                               | |
| Unicron              | John Noble               | Petridisz Hrisztosz                                           | A káosz teremtője. Primus megöli őt a 13 prime segítségével, de ez nem elég, mert Unikron lesz a Föld magja. Optimus kioltja Unikron erejét a Vezetés Mátrixával, minek következtében egy időre elveszti az emlékezetét.De Jack és Arcee elhozzák azt a trágyat, amivel visszakaphatják vezérüket. |
| Terrorconok          | Frank Welker             | TBA                                                           | Halott, Zombi Cybertroniak |
| Predacon Terrorconok | Nem beszélnek            | Nem beszélnek                                                 | Halott, Zombi Cybertroniak |
| Scrapletek           | Nem beszélnek            | Nem beszélnek                                                 | egy cybertroni faj, ami fémet eszik. Így veszélyes mind az álcákra, mind az autobotokra. |
| A Nemezis            | Kevin Michael Richardson | Maday Gábor                                                   | Az Álcák csatahajója, Megatron sötét energonnal pumpálta tele és öntudatra ébredt. |

### Egyéb Alakváltók
| Szereplő                 | Eredeti hang               | Magyar hang              | Leírás                                                                                |
| ------------------------ | -------------------------- | ------------------------ | ------------------------------------------------------------------------------------- |
| Nemesis Prime            | Peter Cullen, Clancy Brown | Szélyes Imre, Vass Gábor | Optimus Prime klónja, amit a MECH épített.                                            |
| Tűzlovag (Heatwave) Klón | Steven Blum                | Tokaji Csaba             | A Mentő Botok Klónjai, amiket Dr. Morocco épített.                                    |
| Vadász (Chase) Klón      | D.C. Douglas               | Szatmári Attila          | A Mentő Botok Klónjai, amiket Dr. Morocco épített.                                    |
| Penge (Blades) Klón      | Parvesh Cheena             | Seder Gábor              | A Mentő Botok Klónjai, amiket Dr. Morocco épített.                                    |
| Szikla (Boulder) Klón    | Imari Williams             | Bolla Róbert             | A Mentő Botok Klónjai, amiket Dr. Morocco épített.                                    |
| MorBot                   | Maurice LaMarche           |                          | Dr. Morocco robotja                                                                   |
| Morocco virus            | Jonny Rees                 |                          | Dr. Morocco aljas vírusa, ami feltölti magát egy MorBot-ba amit MorBot 2.0-nak nevez. |
| MorBot 2.0               | Jonny Rees                 |                          | Dr. Morocco aljas vírusa, ami feltölti magát egy MorBot-ba amit MorBot 2.0-nak nevez. |

## Fordítás
Ez a szócikk részben vagy egészben  a   List of Transformers: Prime characters című angol Wikipédia-szócikk fordításán alapul.  Az eredeti cikk szerkesztőit annak laptörténete sorolja fel. Ez a jelzés csupán a megfogalmazás eredetét és a szerzői jogokat jelzi, nem szolgál a cikkben szereplő információk forrásmegjelöléseként.